# Bentwisch
Bentwisch là một đô thị thuộc huyện Rostock (trước thuộc huyện huyện Bad Doberan), trong bang Mecklenburg-Vorpommern, Đức,về phía đông của Rostock. Thị xã có dân số 2.567 người với diện tích 14,74 người.